# Inventario (canción)
«Inventario» (Inventory) es una canción de Valeria Gastaldi, lanzada alrededor de Latinoamérica durante el primer cuarto del año 2007, como el primer sencillo en Argentina y México del álbum Cuando no estás.
| CD-sencillo |            |               |       |
| 1           | Inventario | Álbum Versión | 03:02 |

## Número de Track
- Argentina, México y EUA

Es la canción número dos en las edición latinoamericana y Anglosajona de Cuando no estás